# فرانسيسكو ألبيلدا
فرانسيسكو ألبيلدا (بالإسبانية: Francisco Albelda)‏ ولد بتاريخ 11 نوفمبر 1955 في منطقة بلنسية، هو دراج إسباني سابق.

## روابط خارجية
- فرانسيسكو ألبيلدا على موقع أرشيف الدراجات (الإنجليزية)
- فرانسيسكو ألبيلدا على موقع إحصائيات الدراجات الإحترافية (الإنجليزية)